# An Szebok
An Szebok (hangul: 안세복, RR: An Se-Bok; 1946. október 29. –) észak-koreai válogatott labdarúgó.
Az észak-koreai válogatott tagjaként részt vett az 1966-os világbajnokságon.